# بني يقطون مغراوة (كلدمان)
بني يقطون مغراوة هي إحدى مشيخات المملكة المغربية، تتبع جغرافيا لإقليم تازة وإداريًا لكلدمان. يقدر عدد سكانها بـ 7267 نسمة حسب الإحصاء الرسمي للسكان والسكنى لسنة 2004.